# Simsdorf (Zülz)
Simsdorf, polnisch Gostomia ist eine Ortschaft in der Gemeinde Zülz (Biała) im Powiat Prudnicki in der polnischen Woiwodschaft Oppeln.

## Geographie

### Geographische Lage
Das Angerdorf Simsdorf liegt im Süden der historischen Region Oberschlesien. Der Ort liegt etwa 6 Kilometer östlich des Gemeindesitzes Zülz, etwa 14 Kilometer nordöstlich der Kreisstadt Prudnik und etwa 34 Kilometer südwestlich der Woiwodschaftshauptstadt Opole.
Pogosch liegt in der Nizina Śląska (Schlesische Tiefebene) innerhalb der Płaskowyż Głubczycki (Leobschützer Lößhügelland). Der Ort liegt an der Młynska (Mühlgraben), ein rechter Nebenfluss des Zülzer Wasser (poln. Biała).

### Nachbarorte
Nachbarorte von Simsdorf sind im Norden Ziabnik (Żabnik), im Nordosten Neudorf (Nowa Wieś Prudnicka), im Süden Rosenberg (Rostkowice) und im Südwesten Altzülz (Solec).

## Geschichte

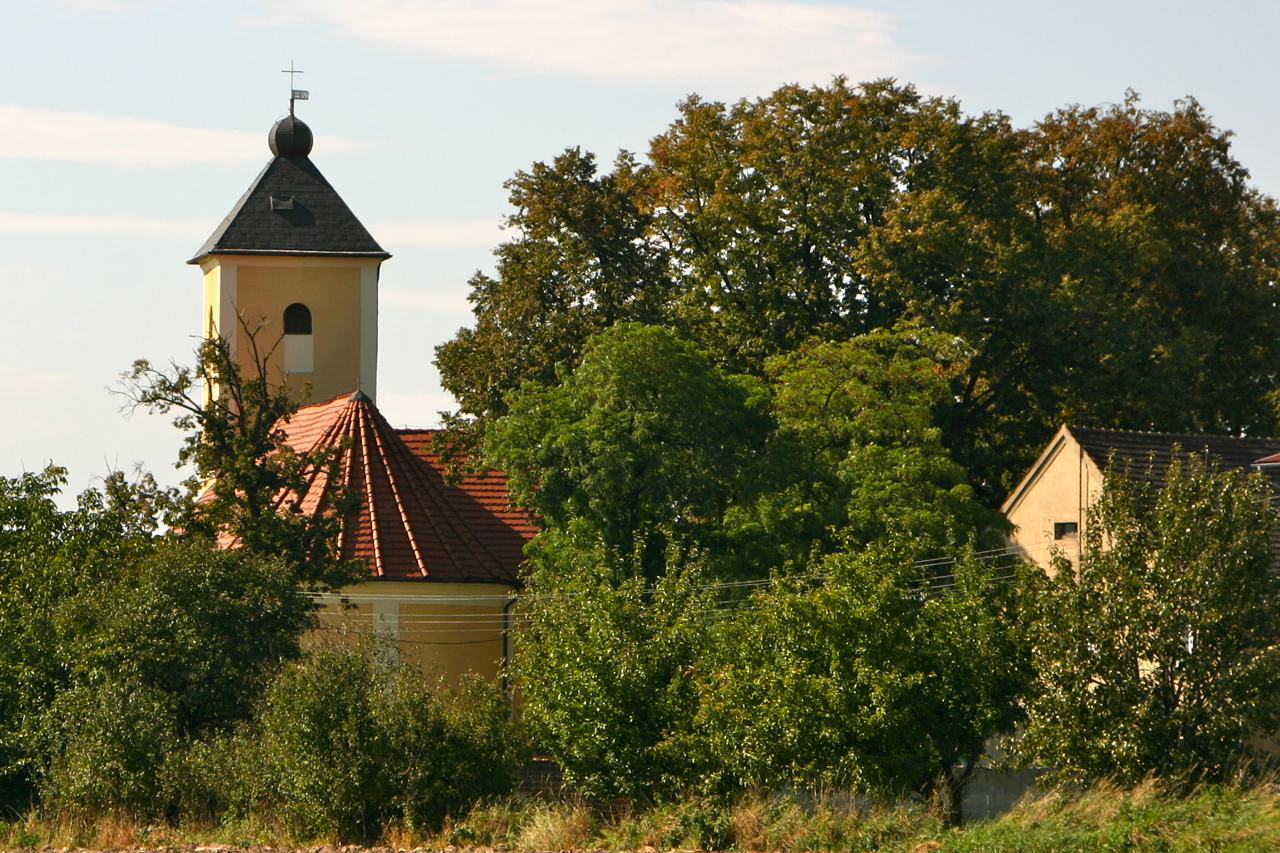
Schutzengelkirche

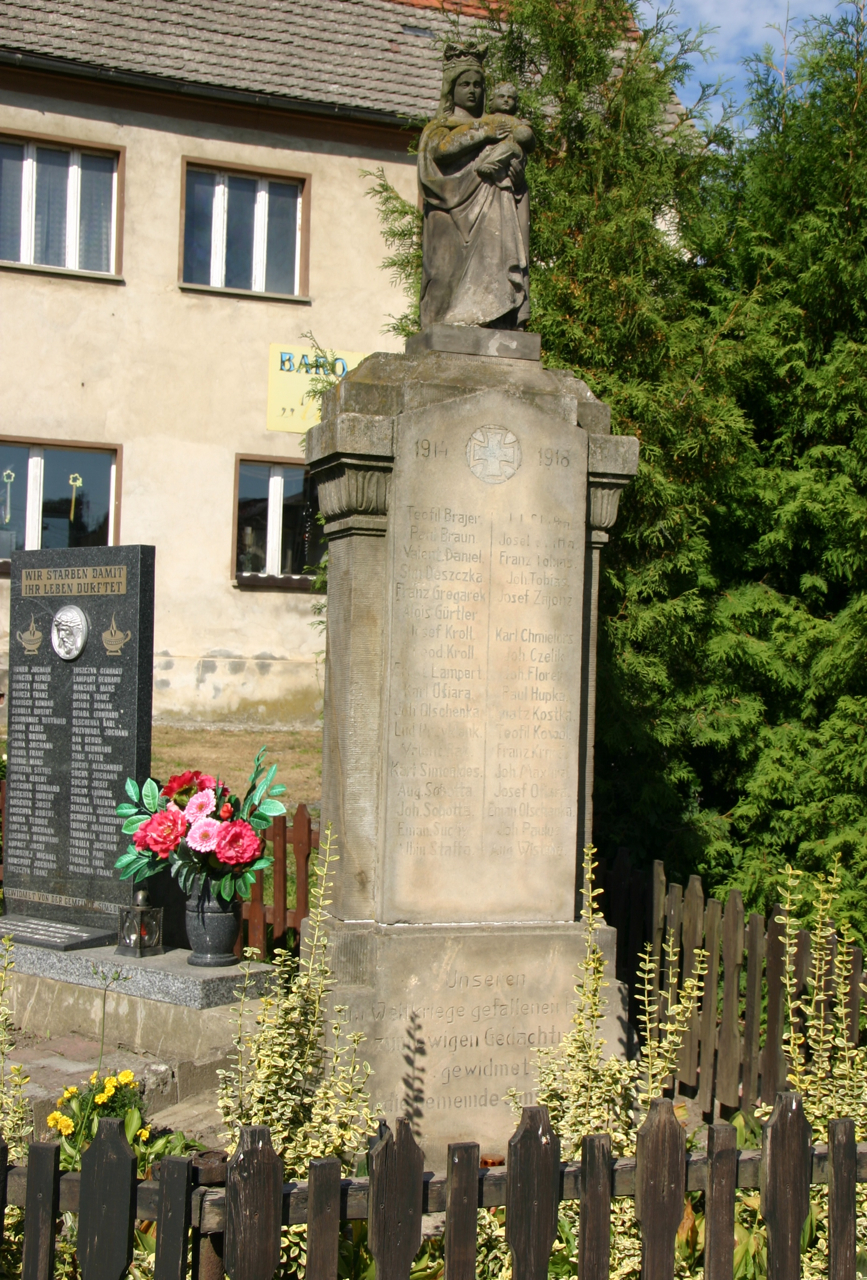
Denkmal für die Gefallenen des Ersten Weltkrieges

Der Ort wurde 1233 erstmals urkundlich als „Gostoma“ erwähnt. 1335 wurde erstmals eine Kirche in Simsdorf urkundlich erwähnt. 1401 wurde der Ort als Semisdorf sowie 1534 als Gostomi erwähnt.
Nach dem Ersten Schlesischen Krieg 1742 gelangte Simsdorf mit dem größten Teil Schlesiens an Preußen. 1788 wurde die Kirche im Ort neu erbaut.
Nach der Neuorganisation der Provinz Schlesien gehörte die Landgemeinde Simsdorf ab 1816 zum Landkreis Neustadt O.S. im Regierungsbezirk Oppeln. 1845 bestanden im Dorf eine katholische Pfarrkirche, ein Vorwerk, eine katholische Schule sowie 56 weitere Häuser. Im gleichen Jahr lebten in Simsdorf 498 Menschen, davon einer evangelisch. 1855 lebten 401 Menschen in Simsdorf. 1865 bestanden im Ort 17 Bauern-, 24 Gärtnerstellen und 19 Häuslerstellen. Die zweiklassige Schule wurde im gleichen Jahr von 280 Schülern besucht. 1874 wurde der Amtsbezirk Simsdorf gegründet, welcher aus den Landgemeinden Alt Zülz, Polnisch Probnitz, Rosenberg und Simsdorf und dem Gutsbezirk Simsdorf bestand. Erster Amtsvorsteher war der Rittergutsbesitzer und Kgl. Premierleutnant Paul Bötticher in Simsdorf 1885 zählte Simsdorf 582 Einwohner.
Bei der Volksabstimmung in Oberschlesien am 20. März 1921 stimmten 426 Wahlberechtigte für einen Verbleib bei Deutschland und 107 für Polen. Simsdorf verblieb beim Deutschen Reich. 1933 lebten im Ort 604 Einwohner. 1939 hatte der Ort 598 Einwohner. Bis 1945 befand sich der Ort im Landkreis Neustadt O.S.
1945 kam der bisher deutsche Ort unter polnische Verwaltung und wurde in Gostomia umbenannt und der Woiwodschaft Schlesien angeschlossen. 1950 kam der Ort zur Woiwodschaft Oppeln. 1999 kam der Ort zum Powiat Prudnicki. Am 6. März 2006 wurde in der Gemeinde Zülz, der Simsdorf angehört, Deutsch als zweite Amtssprache eingeführt. 2008 erhielt der Ort zusätzlich den amtlichen deutschen Ortsnamen Simsdorf. 2010 lebten 470 Menschen im Ort.

## Sehenswürdigkeiten
- Die römisch-katholische Schutzengelkirche (poln. Kościół Aniołów Stróżów) wurde 1788 erbaut. Ergänzt wurde der Bau 1830 mit einem Glockenturm.[3] Die Ausstattung im Inneren im Stil des Rokokos stammt aus dem Ende des 18. Jahrhunderts.[10] Das Gebäude wurde 1948 unter Denkmalschutz gestellt.[11]
- Denkmal für die Gefallenen des Ersten Weltkriegs
- Denkmal für die Gefallenen des Zweiten Weltkriegs
- Zwei Wegkreuze
- Windmühle aus dem 18. Jahrhundert. Derzeit im schlechten Zustand.

## Vereine
- Deutscher Freundschaftskreis
- Freiwillige Feuerwehr OPS Gostomia